# Dalung (Cipocok Jaya)
Dalung is een bestuurslaag in het regentschap Serang van de provincie Banten, Indonesië. Dalung telt 6098 inwoners (volkstelling 2010).